# Lyssomanes
Lyssomanes Hentz, 1845 è un genere di ragni appartenente alla famiglia Salticidae.

## Caratteristiche
Sono ragni forniti di lunghe e snelle zampe, adatte a muoversi nel fogliame intricato, con corpo traslucido e di colori vivaci, variabili dal verde al giallo. Somigliano molto agli Oxyopidae, o ragni-lince, tranne che per gli occhi mediani anteriori molto sviluppati e chetotassi meno evidente.

## Distribuzione
Le 80 specie oggi note di questo genere sono diffuse nelle Americhe, dagli Stati Uniti orientali al Cile; in particolare gran parte delle specie, ben 36 (quasi il 50%), sono state rinvenute in Brasile, nucleo centrale dell'areale di questo genere.

## Habitat
Questo genere predilige ambienti di fogliame denso e sottobosco forestale.

## Tassonomia
A dicembre 2010, si compone di 80 specie e due fossili:
1. Lyssomanes adisi Logunov, 2002 — Brasile
2. Lyssomanes amazonicus Peckham & Wheeler, 1889 — Bolivia, Brasile, Guyana, Ecuador
3. Lyssomanes anchicaya Galiano, 1984 — Colombia
4. Lyssomanes antillanus Peckham & Wheeler, 1889 — Cuba, Giamaica, Hispaniola
  - Lyssomanes antillanus fasciatus Franganillo, 1935 — Cuba
5. Lyssomanes austerus Peckham & Wheeler, 1889 — Brasile, Argentina
6. Lyssomanes belgranoi Galiano, 1984 — Argentina
7. Lyssomanes benderi Logunov, 2002 — Brasile, Ecuador
8. Lyssomanes bitaeniatus Peckham & Wheeler, 1889 — da El Salvador al Venezuela
9. Lyssomanes blandus Peckham & Wheeler, 1889 — Guatemala
10. Lyssomanes boraceia Galiano, 1984 — Brasile
11. Lyssomanes bryantae Chickering, 1946 — Panama
12. Lyssomanes burrera Jiménez & Tejas, 1993 — Messico
13. Lyssomanes camacanensis Galiano, 1980 — Brasile
14. Lyssomanes ceplaci Galiano, 1980 — Brasile
15. Lyssomanes consimilis Bank, 1929 — Panama
16. Lyssomanes convexus Banks, 1909 — Costa Rica
17. Lyssomanes deinognathus F. O. P.-Cambridge, 1900 — dal Messico all'Honduras
18. Lyssomanes devotoi Mello-Leitão, 1917 — Brasile
19. Lyssomanes dissimilis Banks, 1929 — Panama
20. Lyssomanes diversus Galiano, 1980 — Messico
21. Lyssomanes eatoni Chickering, 1946 — Panama
22. Lyssomanes ecuadoricus Logunov & Marusik, 2003 — Ecuador
23. Lyssomanes elegans F. O. P.-Cambridge, 1900 — dal Messico al Brasile
24. Lyssomanes elongatus Galiano, 1980 — Brasile
25. Lyssomanes euriensis Logunov, 2000 — Perù
26. Lyssomanes flagellum Kraus, 1955 — El Salvador
27. Lyssomanes fossor Galiano, 1996 — Brasile
28. Lyssomanes hieroglyphicus Mello-Leitão, 1944 — Argentina
29. Lyssomanes ipanemae Galiano, 1980 — Brasile
30. Lyssomanes janauari Logunov & Marusik, 2003 — Brasile
31. Lyssomanes jemineus Peckham & Wheeler, 1889 — dal Messico alla Colombia
32. Lyssomanes jucari Galiano, 1984 — Brasile
33. Lyssomanes lancetillae Galiano, 1980 — Honduras
34. Lyssomanes lehtineni Logunov, 2000 — Perù
35. Lyssomanes leucomelas Mello-Leitão, 1917 — Brasile, Argentina
36. Lyssomanes limpidus Galiano, 1980 — Colombia
37. Lyssomanes longipes (Taczanowski, 1871) — Brasile, Guiana francese
38. Lyssomanes malinche Galiano, 1980 — Messico
39. Lyssomanes mandibulatus F. O. P.-Cambridge, 1900 — dal Messico a Panama
40. Lyssomanes michae Brignoli, 1984 — Indie Occidentali
41. Lyssomanes miniaceus Peckham & Wheeler, 1889 — Brasile, Argentina
42. Lyssomanes minor Schenkel, 1953 — Venezuela
43. Lyssomanes nigrofimbriatus Mello-Leitão, 1941 — Brasile, Argentina
44. Lyssomanes nigropictus Peckham & Wheeler, 1889 — Brasile, Guyana, Ecuador
45. Lyssomanes onkonensis Logunov & Marusik, 2003 — Ecuador
46. Lyssomanes parallelus Peckham & Wheeler, 1889 — Brasile
47. Lyssomanes paravelox Logunov, 2002 — Brasile
48. Lyssomanes parki Chickering, 1946 — Panama
49. Lyssomanes patens Peckham & Peckham, 1896 — dall'Honduras a Panama
50. Lyssomanes pauper Mello-Leitão, 1945 — Brasile, Argentina
51. Lyssomanes penicillatus Mello-Leitão, 1927 — Brasile, Argentina
52. Lyssomanes peruensis Logunov, 2000 — Perù
53. Lyssomanes pescadero Jiménez & Tejas, 1993 — Messico
54. Lyssomanes pichilingue Galiano, 1984 — Ecuador
55. Lyssomanes placidus Peckham & Wheeler, 1889 — Messico
56. Lyssomanes portoricensis Petrunkevitch, 1930 — da Porto Rico a Martinica
57. Lyssomanes protarsalis F. O. P.-Cambridge, 1900 — Guatemala
58. Lyssomanes quadrinotatus Simon, 1900 — Venezuela
59. Lyssomanes reductus Peckham & Peckham, 1896 — dal Guatemala a Panama
60. Lyssomanes remotus Peckham & Peckham, 1896 — dal Panama al Brasile
61. Lyssomanes robustus (Taczanowski, 1878) — Perù, Brasile
62. Lyssomanes romani Logunov, 2000 — Brasile, Ecuador
63. Lyssomanes santarem Galiano, 1984 — Brasile
64. Lyssomanes spiralis F. O. P.-Cambridge, 1900 — Guatemala, Nicaragua
65. Lyssomanes sylvicola Galiano, 1980 — Brasile
66. Lyssomanes taczanowskii Galiano, 1980 — da Trinidad al Perù, Ecuador
67. Lyssomanes tapirapensis Galiano, 1996 — Brasile
68. Lyssomanes tapuiramae Galiano, 1980 — Brasile
69. Lyssomanes tarmae Galiano, 1980 — Perù
70. Lyssomanes temperatus Galiano, 1980 — Messico
71. Lyssomanes tenuis Peckham & Wheeler, 1889 — Brasile, Ecuador
72. Lyssomanes trifurcatus F. O. P.-Cambridge, 1900 — Panama
73. Lyssomanes trinidadus Logunov & Marusik, 2003 — Trinidad
74. Lyssomanes tristis Peckham & Wheeler, 1889 — Brasile, Argentina
75. Lyssomanes unicolor (Taczanowski, 1871) — dal Messico al Perù, Ecuador, Brasile
76. Lyssomanes velox Peckham & Wheeler, 1889 — Brasile, Ecuador
77. Lyssomanes vinocurae Galiano, 1996 — Brasile
78. Lyssomanes viridis (Walckenaer, 1837)[2] — USA
79. Lyssomanes waorani Logunov & Marusik, 2003 — Ecuador
80. Lyssomanes yacui Galiano, 1984 — Argentina, Paraguay, Brasile

### Specie fossili
- Lyssomanes pristinus Wunderlich, 1986 †; fossile, Neogene
- Lyssomanes pulcher Wunderlich, 1988 †; fossile, Neogene[3]

### Specie trasferite
- Lyssomanes andamanensis Tikader, 1977; trasferita al genere Asemonea[1]
- Lyssomanes bengalensis Tikader & Biswas, 1978; trasferita al genere Asemonea[1]
- Lyssomanes chilapataensis Biswas & Biswas, 1992; trasferita al genere Epeus[1]
- Lyssomanes karnatakaensis Tikader & Biswas, 1968; trasferita al genere Hindumanes[1]
- Lyssomanes santinagarensis Biswas & Biswas, 1992; trasferita al genere Asemonea[1]
- Lyssomanes sikkimensis Tikader, 1967; trasferita al genere Telamonia[1]